# Jack Lewis, Baron Lewis of Newnham
Jack Lewis, Baron Lewis of Newnham, FRS (* 13. Februar 1928; † 17. Juli 2014) war ein englischer Chemiker (Anorganische Chemie), der hauptsächlich auf dem Gebiet der Übergangsmetalle und Komplexchemie arbeitete.

## Leben
Er graduierte 1949 mit einem Bachelor in Chemie an der University of London; anschließend promovierte er 1951 an der University of Nottingham bei C. C. Addison in Anorganischer Chemie (Ph.D.). Ab 1953 war er Lecturer an der University of Sheffield, bevor er 1956 nach London zurückkehrte und als Lecturer am Imperial College London und University College London lehrte. Er war von 1961 bis 1967 als Professor an der University of Manchester, von 1967 bis 1970 am University College London und von 1970 bis 1995 an der University of Cambridge. Er war einer der Gründer (Founding Warren 1975 bis 2001) des Robinson College, des jüngsten Colleges in Cambridge.

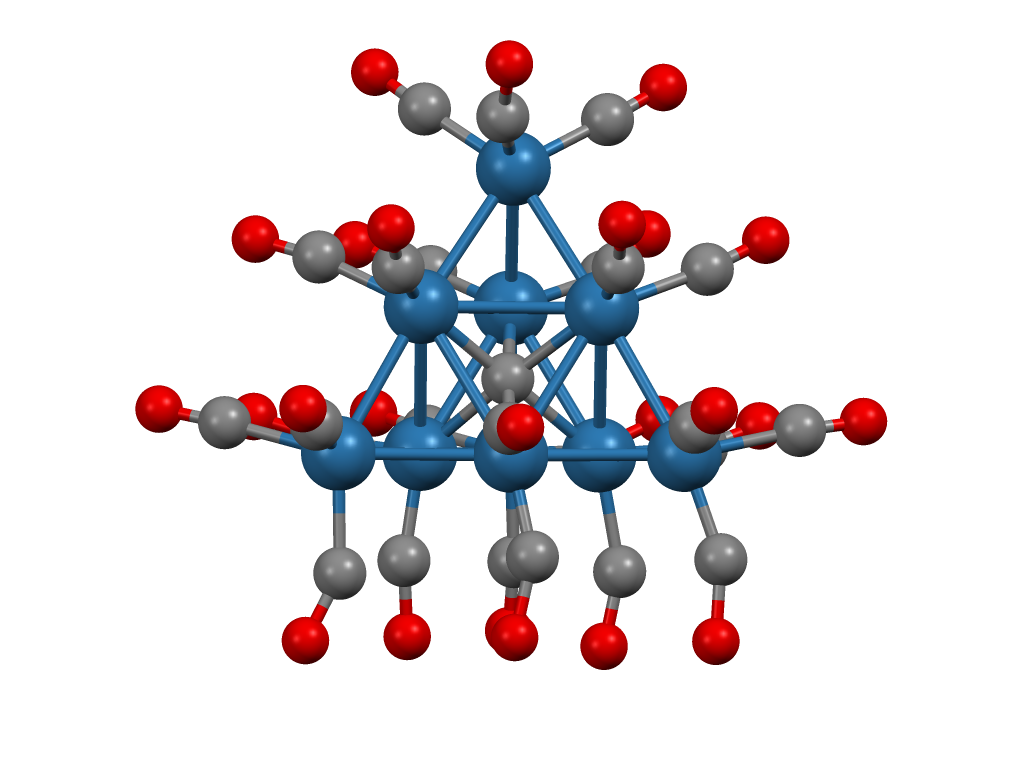
Beispiel eines Metall-Carbonylkomplexes aus seinem Labor, [Os_{10}C(CO)_{24}]^{2−}

## Werk
Er befasste sich mit Anorganischer Chemie und war ein Pionier bei der Chemie von Übergangsmetallen, bei denen er mit Komplexen mit Metall-Metall-Bindungen eine neue Forschungsrichtung begründete. Von ihm stammen Synthesen ungewöhnlicher Metall-Carbonyl-Komplexe, wobei er oft mit Brian F. G. Johnson zusammenarbeitete.
Er war 1986 bis 1992 Vorstand der königlichen Kommission für Umweltverschmutzung (Royal Commission on Environmental Pollution), war  Präsident der Kommission für Umweltindustrie (Environmental Industries Commission) und 1993 bis 1998 der britischen nationalen Gesellschaft für saubere Luft und Umweltschutz (National Society for Clean Air and Environmental Protection). 

## Mitgliedschaften und Ehrungen
1982 wurde er zum Knight Bachelor geschlagen und 1989 zum Baron Lewis of Newnham, of Newnham in the County of Cambridgeshire, erhoben. Er saß im House of Lords als Crossbencher und war in mehreren Ausschüssen für Wissenschaft und Technik.
1961 erhielt er einen Doktortitel (D.Sc.) der Universität London und 1977 in Cambridge (Sc.D.) und hatte mehr zehn Ehrendoktortitel, so 1995 von der University of Bath. 1973 wurde er als Fellow in die Royal Society aufgenommen. Die Royal Society verlieh ihm 1985 die Davy Medal und 2004 die Royal Medal und er hielt deren Bakerian Lecture. Er war 1982 bis 1984 und 1996 bis 1998 im Rat der Royal Society und 1983/84 deren Vizepräsident. Des Weiteren war Lewis Mitglied der National Academy of Sciences (1987), der Academia Europaea (1989), der American Philosophical Society (1994), der Accademia Nazionale dei Lincei (1995), der Polska Akademia Umiejętności (1996) und der American Academy of Arts and Sciences sowie Träger des Ordre des Palmes Académiques (Ritter) und des Verdienstordens der Republik Polen (Komtur).
1986 bis 1988 war er Präsident der Royal Society of Chemistry, deren Honorary Fellow er war. 2010 erhielt er ihren Longstaff Prize. 1975 bis 1979 war er im Rat des Science and Engineering Research Council (SERC). 1970 erhielt er den American Chemical Society Award for Inorganic Chemistry und 1986 ACS Award for Distinguished Services in the Advancement of Inorganic Chemistry. Er erhielt die Goldmedaille der Apothecaries Society, den  Paracelsus-Preis und die Goldmedaille der Schweizer Chemischen Gesellschaft, die August-Wilhelm-von-Hofmann-Denkmünze der Deutschen Chemischen Gesellschaft, den Transition Metal Award, den Sir Geoffrey Wilkinson Prize und er hielt die Nyholm Lectureship der Royal Society of Chemistry.

## Privates
1951 heiratete er Elfreida Lamb. Sie wurden Eltern eines Sohnes und einer Tochter.

## Schriften
- Herausgeber mit Ralph G. Wilkins: Modern coordination chemistry : principles and methods, Interscience 1960